# Смерть Геракла
Смерть Геракла (исп. Muerte de Hércules) — картина испанского живописца Франсиско де Сурбарана, написанная в 1634 году. Хранится в музее Прадо в Мадриде (не экспонируется), ранее находилась в королевской коллекции во дворце Буэн-Ретиро.

## Описание
В центре картины находится древнегреческий герой Геракл, охваченный со спины пламенем. Лицо героя мучительно искажено, рот открыт, глаза взывающе смотрят вверх. Тело Геракла покрыто накидкой, правая рука отодвинута в сторону от туловища и сжимает материю в кулаке, левая рука отодвигает закрывающую грудь ткань, ноги находятся в позе коленопреклонения. На заднем плане изображён густой дым от огня, а в правой трети картины нарисован лес.

## Создание
Данная картина входит в серию работ, которую заказали Сурбарану для украшения королевского зала во дворце Буэн-Ретиро. Мифологическая серия должна была состоять из двенадцати работ, описывающих подвиги Геракла, но Сурбаран нарисовал только десять из соображений пространства. Поскольку картины были инвентаризированы без имени автора, их авторство было определено только в 1945 году, благодаря найденной документации, в которой было указано, что Сурбаран получил плату «за десять картин о подвигах Геракла».
Испанский историк искусств Хуан Мигель Серрера пишет, что Сурбаран предпочитал изображать Геракла страдающим из-за его христианской символики. Кроме того, образ обожествлённого героя отходит от общего видения мифологической серии, что требует верно подобранной композиционной обработки, а также применения других выразительных возможностей художника.
При создании фигуры Геракла, по мнению Сории, Сурбаран вдохновлялся скульптурой кающегося Святого Иеронима работы Пьетро Торриджано (Музей изящных искусств, Севилья). В то же время Гинар предположил, что художник обращался к эстампу французского гравёра Габриэля Салмона, изготовленному в 1528 году. Гинар подчёркивает, что данная гравюра включает в себя резкий жест Геракла и языки пламени за героем, что нашло прямое отражение в картине Сурбарана.